# Game of Talents
Game of Talents è stato un programma televisivo italiano prodotto da Fremantle Italia, andato in onda su TV8.

## Il programma
Il programma era un game show prodotto da Fremantle Italia per TV8 (una delle rare esclusive assolute per il canale free di Sky), basato sul format spagnolo Adivina qué hago esta noche trasmesso in patria sul canale Cuatro di proprietà del gruppo Mediaset España.
La trasmissione è andata in onda dal 26 ottobre al 30 novembre 2021 in prima serata con la conduzione dello chef Alessandro Borghese.

## Edizioni
| Edizione | Conduzione          | Capitani di squadra | Capitani di squadra | Programmazione  | Programmazione   | Puntate | Telespettatori | Share |
| Edizione | Conduzione          | Capitani di squadra | Capitani di squadra | Inizio          | Fine             | Puntate | Telespettatori | Share |
| -------- | ------------------- | ------------------- | ------------------- | --------------- | ---------------- | ------- | -------------- | ----- |
| 1ª       | Alessandro Borghese | Mara Maionchi       | Frank Matano        | 26 ottobre 2021 | 30 novembre 2021 | 6       | 336.000        | 1,56% |

## Svolgimento
In ogni puntata, si sfidano due concorrenti divisi in due squadre capitanate da Frank Matano e Mara Maionchi. Ad ogni manche, i concorrenti devono pescare una sfera tra le otto disponibili contenenti una cifra in denaro (500 €, 1000 €, 1500 €, 2000 €, 3000 €, 5000 €, 7500 €, 10000 €) più nel corso della serata altre sfere dal valore di 20000 €, 50000 € e la sfera con scritto "Scambia" in cui in caso di risposta esatta, il concorrente scambierà il suo montepremi con quello dell'avversario, poi, devono scommettere su uno dei dieci talenti indovinando la sua abilità (lanciatore di coltelli, fachiro, mago escapologo, ecc.). Dapprima verrà fornito un indizio e se la squadra è indecisa può passare la mano all'avversario che deve rispondere. Una volta svelato l'abbinamento, il talento mostrerà sul palco la sua esibizione e in caso di risposta esatta, il concorrente aggiungerà il montepremi contenuto nella sfera al suo bottino, altrimenti, regalerà all'avversario il montepremi della sfera.
Dopo otto esibizioni, i concorrenti si sfideranno nel Testa a Testa dove attraverso un indizio devono scrivere su una lavagnetta l'abilità del talento in gara e alla fine di questa fase, il concorrente col montepremi più alto andrà a giocarsi la manche finale del Chi dei Quattro.
Il concorrente finalista per vincere il montepremi accumulato fino a quel momento che può essere di massimo 100000 €, deve indovinare chi tra quattro persone è un talento con quella caratteristica. Per vincere, egli può osare scegliendo direttamente il talento che secondo lui è quello giusto scommettendo tutto il montepremi col rischio che in caso di risposta sbagliata perde tutto, oppure dividere il montepremi assegnando ai quattro talenti una quota del suo montepremi così divisa (50%, 25%, 15%, 10%); in questo caso, il giocatore se ha deciso sulla spartizione vincerà il montepremi con la quota assegnata correttamente.

## Ascolti
| Puntata | Messa in onda    | Telespettatori | Share |
| ------- | ---------------- | -------------- | ----- |
| 1       | 26 ottobre 2021  | 453.000        | 2,10% |
| 2       | 2 novembre 2021  | 263.000        | 1,20% |
| 3       | 9 novembre 2021  | 321.000        | 1,50% |
| 4       | 16 novembre 2021 | 394.000        | 1,83% |
| 5       | 23 novembre 2021 | 318.000        | 1,40% |
| 6       | 30 novembre 2021 | 267.000        | 1,30% |
| Media   | Media            | 336.000        | 1,56% |